# Projeto Loon

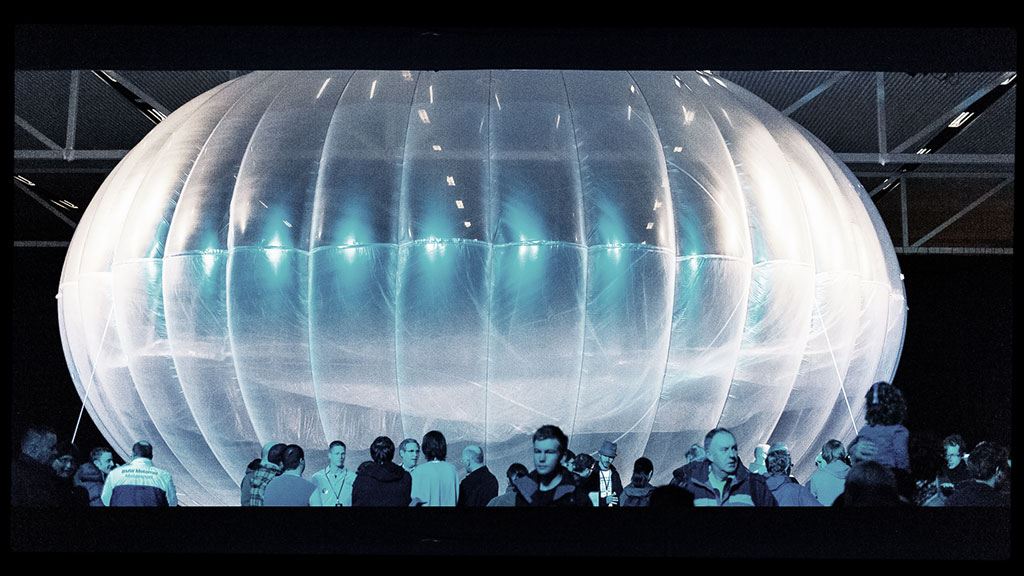
Um balão do Projeto Loon no evento de lançamento em Christchurch, Nova Zelândia.

Projeto Loon foi um projeto de pesquisa e desenvolvimento desenvolvido pelo Google com a missão de fornecer acesso à Internet para áreas rurais e remotas. O projeto utilizava balões de alta altitude colocados na estratosfera, a uma altitude de cerca de 20 km para criar uma rede sem fio com velocidade semelhante a de 3G das redes de telefonia móvel. Por causa dos objetivos da missão aparentemente bizarros do projeto, o Google apelidou de "Projeto Loon", como um trocadilho loon de balloon.
Os balões eram manobrados ajustando a sua altitude para flutuar em uma camada de vento depois de identificar a camada de vento com a velocidade e direção desejada usando dados de ventos da National Oceanic and Atmospheric Administration (NOAA). Os usuários do serviço se conectavam à rede de balões usando uma antena especial de Internet ligada à sua residência. O sinal viajava através de balão a balão, em seguida, para uma estação em terra conectada a um provedor de serviços de Internet (ISP), em seguida, para a Internet global. O sistema tinha como objetivo levar o acesso à Internet a áreas remotas e rurais com cobertura insuficiente, e para melhorar a comunicação durante catástrofes naturais para as regiões afetadas. Pessoas-chave envolvidas no projeto incluem Rich DeVaul, arquiteto técnico-chefe, que também é um especialista em tecnologia wearable; Mike Cassidy, líder de projeto; e Cyrus Behroozi, líder de redes e telecomunicações.
Em 22 de janeiro de 2021, o Google anunciou o cancelamento do projeto alegando questões de viabilidade comercial. Analistas concluíram que o cancelamento ocorreu devido à concorrência com serviços de satélites para a transmissão de internet, como o Starlink.

## História
Em 2008, o Google tinha considerado contratação ou a aquisição do Space Data Corp., uma empresa que envia balões carregando pequenas estações-base a cerca de 32 km de altitude para fornecer conectividade para caminhoneiros e empresas de petróleo do sul dos Estados Unidos.
O desenvolvimento não-oficial sobre o projeto começou em 2011 sob a incubação no Google X Lab, com uma série de testes, no Vale Central da Califórnia. O projeto foi anunciado oficialmente como um projeto do Google em 14 de junho de 2013.
Em 16 de junho de 2013, o Google começou um experimento-piloto na Nova Zelândia, onde cerca de 30 balões foram lançados em coordenação com a Autoridade de Aviação Civil em Lake Tekapo na Ilha Sul. Cerca de 50 usuários locais e em torno de Christchurch e na região de Canterbury testaram à rede utilizando antenas especiais. Após este teste inicial, o Google tem planos de enviar até 300 balões ao redor do mundo no Paralelo 40 S que iria dar cobertura para a Nova Zelândia, Austrália, Chile e Argentina. Google espera, eventualmente, ter milhares de balões voando na estratosfera.
Em maio de 2014, Astro Teller anunciou que, em vez de negociar uma seção de largura de banda que estava livre para eles em todo o mundo que, ao invés disso, se tornar uma estação base temporária que pode ser alugada pelos operadores móveis do país.
Em maio a junho de 2014 o Google testou seu empreendimento de acesso à Internet via balão no Piauí, Brasil, marcando os seus primeiros experimentos com LTE e foi lançado perto da linha do equador.

## Tecnologia
A tecnologia desenvolvida no projeto pode permitir a países para evitar o uso de cabos de fibra caros que teria de ser instalados no subsolo para permitir que os usuários se conectem à Internet. O Google sente que isso vai aumentar muito o uso da Internet nos países em desenvolvimento em regiões como a África e o sudeste da Ásia que não podem pagar para colocar cabo de fibra no subterrâneo.
Os balões de polietileno de alta altitude voam ao redor do mundo sobre os ventos dominantes (principalmente em uma direção paralela com as linhas de latitude, ou seja, leste ou oeste). Painéis solares fornecidos pela PowerFilm, Inc aproximadamente do tamanho de uma mesa de jogo que estão logo abaixo dos balões de voo livre que geram eletricidade suficiente durante quatro horas para alimentar o transmissor por um dia e o feixe do sinal de Internet para baixo para as estações terrestres. Estas estações terrestres são espaçadas em cerca de 100 km de distância, ou dois balões, e envia o sinal para os outros balões que enviam o sinal de volta para baixo. Isso faz com que o acesso à Internet esteja disponível para qualquer pessoa no mundo que tem um receptor e que está dentro do alcance de um balão. Atualmente, os balões se comunicam usando bandas não licenciadas ISM de 2.4 e 5.8 GHz, o Google afirma que a configuração permite entregar "velocidades comparáveis à de 3G" para os usuários. Não está claro como as tecnologias que dependem de tempos curtos de comunicação (baixa latência de ping), tais como VoIP, pode precisar ser modificado para funcionar em um ambiente semelhante aos de telefones móveis, onde o sinal pode retransmitir por meio de vários balões antes de chegar à Internet mais ampla.
A primeira pessoa a se conectar à "Google Balloon Internet" depois que os balões de teste iniciais foram lançados para a estratosfera foi um fazendeiro na cidade de Leeston, Nova Zelândia, que foi uma das 50 pessoas na área ao redor de Christchurch, que concordaram em ser um testador piloto para o Projeto Loon. O agricultor da Nova Zelândia que vivia na zona rural que não poderia ter acesso à Internet banda larga, e tinha usado um serviço de Internet via satélite em 2009, mas descobriu que ele às vezes tinha que pagar mais de US$ 1.000 por mês para o serviço. Os moradores não sabiam nada sobre o projeto secreto que não seja a sua capacidade para fornecer conectividade à Internet; os trabalhadores do projeto anexaram um receptor do tamanho de uma bola de basquete se que assemelha a um balão na cor vermelho-vivo de uma parede externa de uma propriedade, a fim de se conectar à rede.
Os balões de alta altitude voam duas vezes mais altos que os aviões, mas abaixo dos satélites. Cada balão fornece serviço de Internet em um raio de 20 km, cobrindo uma área de cerca de 1.256 km2.

## Equipamento

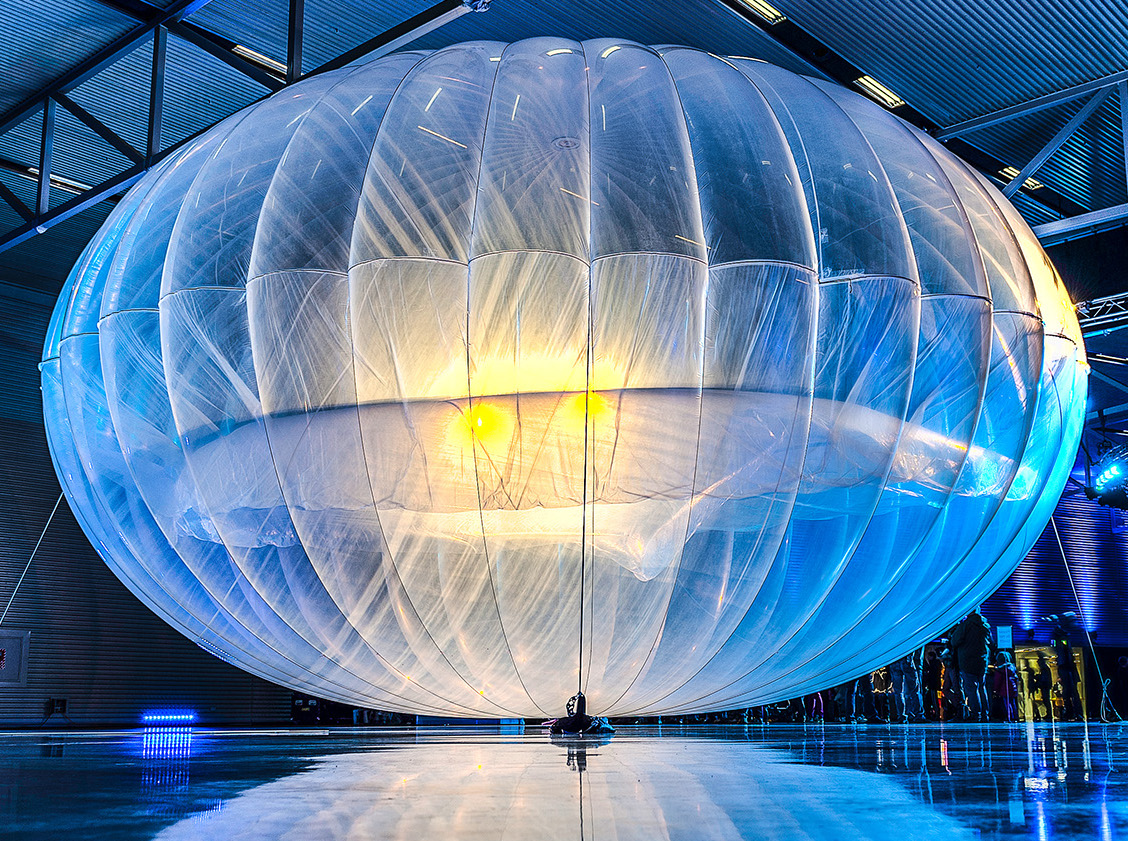
Um balão do Projeto Loon.

Os balões utilizados no projeto são feitos pela Raven Aerostar, e são compostos de plástico de polietileno de 0.076 milímetros de espessura. Os balões são cheios de hélio, tem 15 m de diâmetro e 12 m de altura quando totalmente inflados, e carregam um sistema de bomba de ar sob encomenda apelidado de "Croce" que bombeia ar para controlar o balão na sua elevação. Uma pequena caixa de 10 kg contendo os equipamentos eletrônicos de cada balão paira sob o balão inflado. Esta caixa contém placas de circuitos que controlam o sistema, antenas de rádio e um Ubiquiti Networks Rocket M2 para se comunicar com outros balões e com antenas de Internet no chão, e baterias para armazenar energia solar para que os balões poderem operar durante a noite. Os eletrônicos de cada balão são alimentados por um conjunto de painéis solares que ficam entre o balão e o hardware. Em plena luz do dia, os painéis de produzem 100 watts de potência, o que é suficiente para manter a unidade funcionando ao mesmo tempo que carrega a bateria para uso à noite. Um paraquedas é ligado à parte superior da caixa que permite uma descida controlada quando um balão está pronto para ser retirado de serviço. No caso de uma falha inesperada, o paraquedas é automaticamente acionado. Quando colocado fora de serviço, o balão é guiado para um local bem acessível, e o hélio é liberado para a atmosfera. Os balões normalmente têm uma vida útil máxima em cerca de 55 dias, embora o Google afirma que seu projeto lhes permitam ficar no ar por mais de 100 dias.
Os protótipos das estações terrestres usam Ubiquiti Networks Rocket M5 de rádio e uma antena personalizada para se conectar aos balões que irradiam para baixo a Internet quando os balões estão em um raio de 20 km. Alguns relatórios têm chamado o projeto do Google de "Google Balloon Internet".

### Incidentes
Em maio de 2014, um balão caiu em Washington, Estados Unidos.
Em 20 de junho de 2014, um balão, caiu causando pequeno pânico na Nova Zelândia.
Em 20 de novembro de 2014, um balão, caiu em Strydenburg, África do Sul.
Em 27 de fevereiro de 2017, um balão, caiu em Autazes, Brasil.
Em 18 de julho de 2019, um balão, caiu em Santarém, Brasil.
Em 10 de janeiro de 2020, um balão, caiu em Alegrete, Brasil. 

## Recepção
O Projeto Loon foi geralmente bem recebido, apesar das preocupações sobre a interferência de sinal foram referidas pela Square Kilometre Array (SKA) os desenvolvedores de projetos e astrônomos que se preocupam que a menor das duas bandas ISM que o Loon utiliza (2.4 GHz) irá interferir com da faixa de frequência entre (0.5 GHz-3 GHz) usado no Projeto SKA.
O Google ainda não especificou os custos deste projeto.
O primeiro-ministro da Nova Zelândia, John Key fez um discurso no evento de lançamento em Christchurch afirmando que a Internet é importante para a Nova Zelândia para ajudá-la globalmente distribuir o que produz em uma maneira de baixo custo quanto os próximos 4 bilhões de pessoas ficam online; John Key também reconheceu o potencial de utilização do projeto para recuperação de desastres.